# Villons-les-Buissons
Villons-les-Buissons ist eine französische Gemeinde mit 834 Einwohnern (Stand: 1. Januar 2022) im Département Calvados in der Region Normandie. Sie gehört zum Arrondissement Caen und zum Kanton Caen-2.

## Geographie
Villons-les-Buissons liegt als banlieue etwa sieben Kilometer nordnordöstlich von Caen. Umgeben wird Villons-les-Buissons von den Nachbargemeinden Anisy im Norden, Cambes-en-Plaine im Osten, Saint-Contest im Süden sowie Cairon im Westen.

## Bevölkerungsentwicklung
| 1962                       | 1968 | 1975 | 1982 | 1990 | 1999 | 2006 | 2013 | 2019 |
| -------------------------- | ---- | ---- | ---- | ---- | ---- | ---- | ---- | ---- |
| 145                        | 178  | 376  | 438  | 550  | 554  | 661  | 715  | 777  |
| Quellen: Cassini und INSEE |      |      |      |      |      |      |      |      |

## Sehenswürdigkeiten
- Kirche Saint-Pierre aus dem 13./14. Jahrhundert, seit 1927 Monument historique

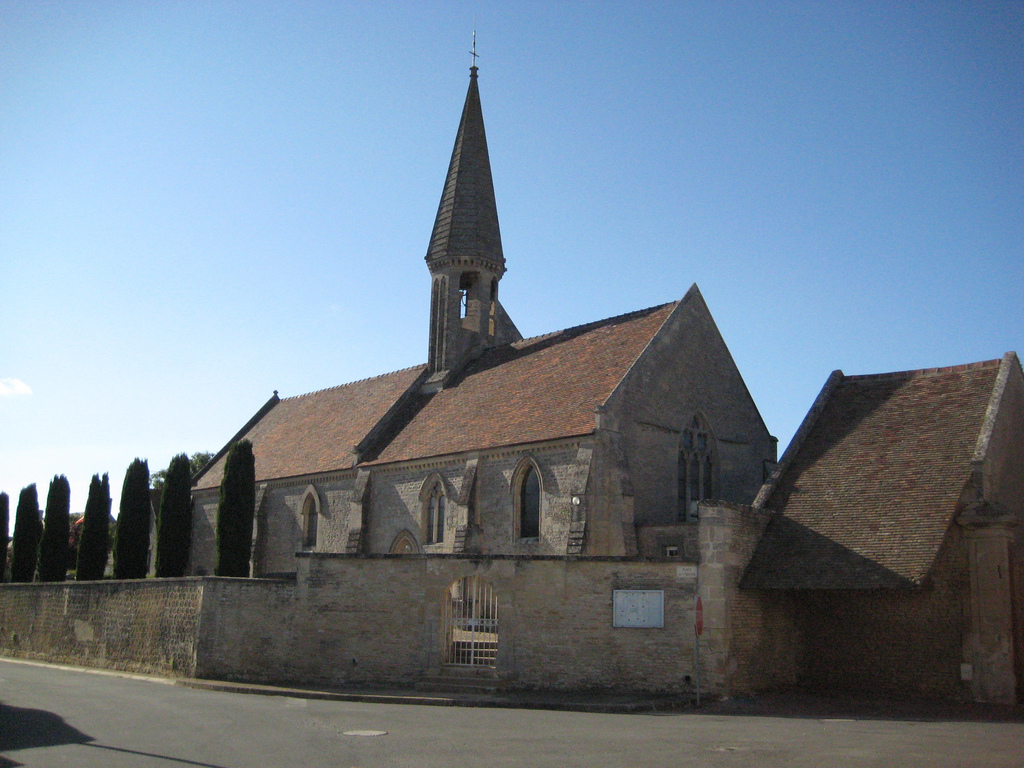
Kirche Saint-Pierre